# Josep Simorra
Josep Simorra i Prujà (Barcelona, 26 de novembre de 1924 - 3 de març de 2013) fou un baríton català.
Durant el servei militar a Saragossa va provar la seva veu amb la mestra Luisa Pierrick que li va aconsellar que estudiés, però a casa preferien que es fes càrrec de la coneguda Sastreria Simorra, que era el negoci familiar. Es diplomà en Tall i Confecció el 1943.
Després de casar-se, amb major autonomia, va decidir fer una temptativa com a cantant i, el 1951, va cantar Marina al Centre Cultural de Barri Nou, a Barcelona. Tot i que va agradar prou, no es va mostrar completament satisfet amb els resultats i va decidir estudiar de debò, debutant de forma oficial al Gran Teatre del Liceu, el 1953, a Faust. El 1973 deixà la seva activitat com a cantant professional per dedicar-se al negoci familiar. Cantà al costat de figures de la talla de Carlo Bergonzi, Renata Tebaldi, Mario del Monaco, Ana Maria Olaria o Alfredo Kraus.